# Fontoy
Fontoy est une commune française située dans le département de la Moselle, en région Grand Est. Fontoy était aussi le chef-lieu du canton de Fontoy composé de douze communes pour 21 406 habitants. Les habitants de Fontoy sont appelés les Fenschois. Fontoy fait partie de la communauté d’agglomération Portes de France-Thionville.

## Géographie
Fontoy est une petite ville du Nord-Est de la France, située près de Thionville.

### Accès
Pour accéder à la commune, elle est desservie par l'autoroute A30, par la départementale D952 ou encore la départementale D58. Elle est à une vingtaine de minutes de la ville de Thionville, et à une trentaine de minutes de la ville de Metz .

### Hydrographie

#### Réseau hydrographique
La commune est située dans le bassin versant du Rhin au sein du bassin Rhin-Meuse. Elle est drainée par la Fensch, le ruisseau le Conroy et le ruisseau Fosse au Diable.
La Fensch, d'une longueur totale de 15,2 km, prend sa source dans la commune  et se jette  dans la Moselle à Illange, après avoir traversé huit communes.
Le Conroy, d'une longueur totale de 20,9 km, prend sa source dans la commune de Boulange et se jette  dans l'Orne à Moyeuvre-Grande, après avoir traversé sept communes.

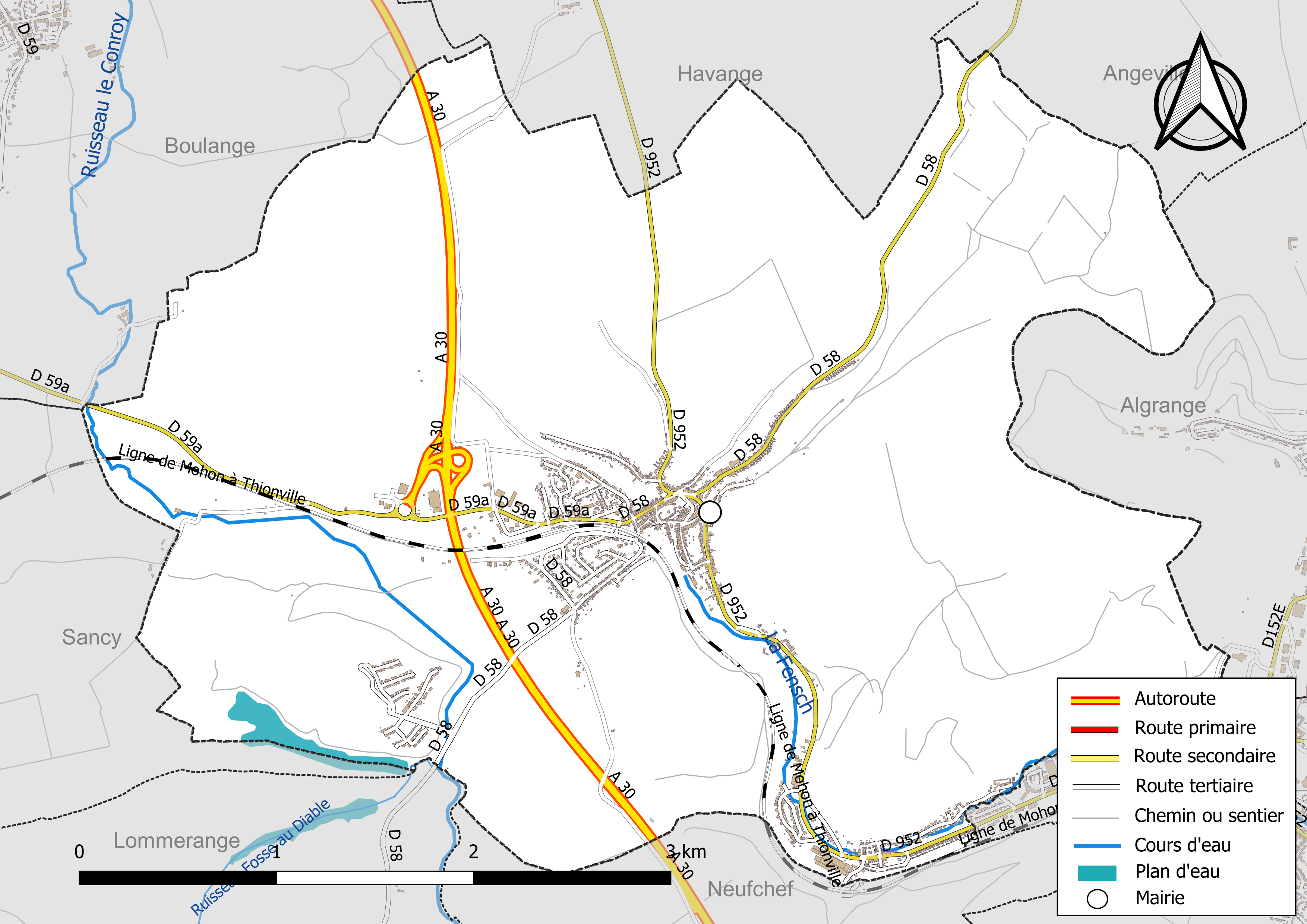
Réseaux hydrographique et routier de Fontoy.

#### Gestion et qualité des eaux
Le territoire communal est couvert par le schéma d'aménagement et de gestion des eaux (SAGE) « Bassin ferrifère ». Ce document de planification, dont le territoire correspond aux anciennes galeries des mines de fer, des aquifères et des bassins versants associés, d'une superficie de 2 418 km2, a été approuvé le 27 mars 2015. La structure porteuse de l'élaboration et de la mise en œuvre est la région Grand Est. Il définit sur son territoire les objectifs généraux d’utilisation, de mise en valeur et de protection quantitative et qualitative des ressources en eau superficielle et souterraine, en respect des objectifs de qualité définis dans le SDAGE  du Bassin Rhin-Meuse.
La qualité des eaux des principaux cours d’eau de la commune, notamment de la Fensch et du ruisseau le Conroy, peut être consultée sur un site dédié géré par les agences de l’eau et l’Agence française pour la biodiversité.

### Climat
Pour des articles plus généraux, voir Climat du Grand Est et Climat de la Moselle.
En 2010, le climat de la commune est de type climat des marges montargnardes, selon une étude du Centre national de la recherche scientifique s'appuyant sur une série de données couvrant la période 1971-2000. En 2020, Météo-France publie une typologie des climats de la France métropolitaine dans laquelle la commune est exposée à un climat semi-continental et est dans la région climatique  Lorraine, plateau de Langres, Morvan, caractérisée par un hiver rude (1,5 °C), des vents modérés et des brouillards fréquents en automne et hiver. 
Pour la période 1971-2000, la température annuelle moyenne est de 9,5 °C, avec une amplitude thermique annuelle de 16,4 °C. Le cumul annuel moyen de précipitations est de 841 mm, avec 12,2 jours de précipitations en janvier et 9,6 jours en juillet. Pour la période 1991-2020, la température moyenne annuelle observée sur la station météorologique de Météo-France la plus proche, « Malancourt », sur la commune d'Amnéville à 15 km à vol d'oiseau, est de 10,2 °C et le cumul annuel moyen de précipitations est de 884,1 mm. 
La température maximale relevée sur cette station est de 39,3 °C, atteinte le 25 juillet 2019 ; la température minimale est de −17,9 °C, atteinte le 5 janvier 1985,,. 
Les paramètres climatiques de la commune ont été estimés pour le milieu du siècle (2041-2070) selon différents scénarios d'émission de gaz à effet de serre à partir des nouvelles projections climatiques de référence DRIAS-2020. Ils sont consultables sur un site dédié publié par Météo-France en novembre 2022.

## Urbanisme

### Typologie
Au 1er janvier 2024, Fontoy est catégorisée ceinture urbaine, selon la nouvelle grille communale de densité à sept niveaux définie par l'Insee en 2022.
Elle appartient à l'unité urbaine de Fontoy, une unité urbaine monocommunale constituant une ville isolée,. Par ailleurs la commune fait partie de l'aire d'attraction de Luxembourg (partie française), dont elle est une commune de la couronne,. Cette aire, qui regroupe 115 communes, est catégorisée dans les aires de 700 000 habitants ou plus (hors Paris),.

### Occupation des sols
L'occupation des sols de la commune, telle qu'elle ressort de la base de données européenne d’occupation biophysique des sols Corine Land Cover (CLC), est marquée par l'importance des forêts et milieux semi-naturels (47,8 % en 2018), une proportion identique à celle de 1990 (47,8 %). La répartition détaillée en 2018 est la suivante : 
forêts (47,7 %), terres arables (35,2 %), zones urbanisées (8,6 %), prairies (7 %), zones industrielles ou commerciales et réseaux de communication (1,3 %), milieux à végétation arbustive et/ou herbacée (0,2 %). L'évolution de l’occupation des sols de la commune et de ses infrastructures peut être observée sur les différentes représentations cartographiques du territoire : la carte de Cassini (XVIIIe siècle), la carte d'état-major (1820-1866) et les cartes ou photos aériennes de l'IGN pour la période actuelle (1950 à aujourd'hui).

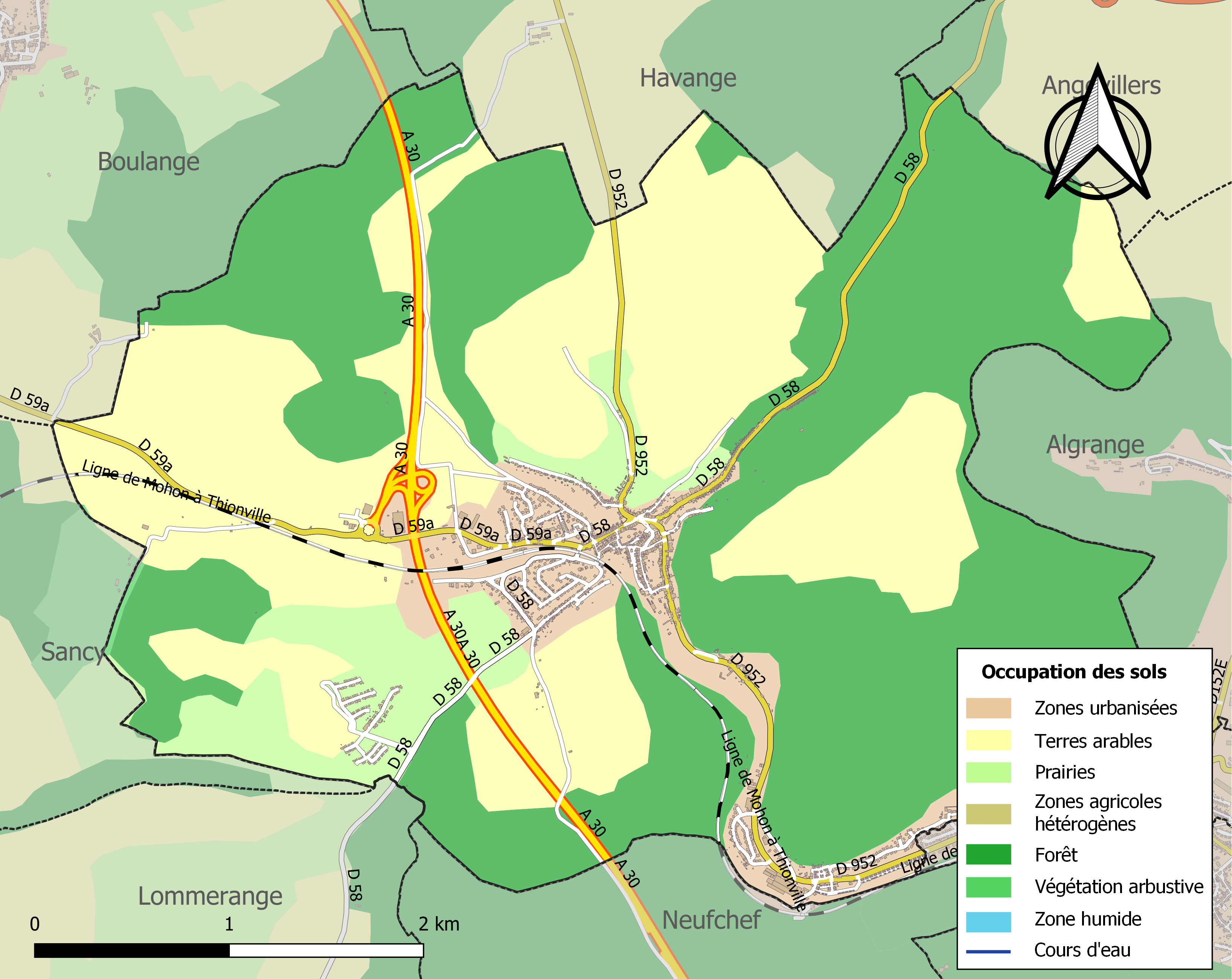
Carte des infrastructures et de l'occupation des sols de la commune en 2018 (CLC).

## Toponymie
- Du latin fontem (source) + suffixe -ensis: "(lieu) pourvu de sources"[18].
- D'anciennes chartes rapportent maintes fois le nom du village écrit Fenschen[19].
- Ancien noms[20]: Ad Fontes (959), Fontois (1124), Fontoys (1178), Fontoiz (1307), Fonthois (1357), Fontoy (1360), Fenschen (1403), Fensch (1433), Ventz (1473), Wenschem/Venschem/Fensth (1544), Flensch sive Fontoy (1606), Fench (1762), Fentsch (1910)[21].
- En lorrain roman : Fonteu[20], en luxembourgeois : Fensch[22], en allemand : Fentsch[20].

## Histoire
Durant le Moyen Âge, l’Est de la France était divisé en trois grands duchés : Bar, Lorraine et Luxembourg. Fontoy dépendait de la prévôté de Thionville, donc du comté, puis duché de Luxembourg et ce, vraisemblablement jusqu’au XVIIe siècle. Fontoy parait avoir eu jusqu'en 1270 la nature d'un alleu et ses propriétaires avoir été seigneurs immédiats de cette seigneurie. Ce ne fut qu'en l'an 1270 que Wiric de Fontoy prit sa seigneurie en fief du comte Henri II de Luxembourg.
La famille de Fontoy fait son apparition au XIIIe siècle et XIVe siècle et vivait dans le château construit sur une butte qui dominait le village. D’autres familles, seigneurs et propriétaires élurent domicile dans ce château tels les Bauffremont, Rodemack et Brandenbourg.
Fontoy est mis à sac en 1595[Par qui ?]. Le château fut détruit lors de la guerre de Trente Ans. Une grosse tour ronde subsiste encore de nos jours ainsi que l’emplacement de la chapelle castrale et des éléments de murs. Fontoy devient français en 1643. 
En 1792, Fontoy est choisi pour l’établissement d'un camp pour l’armée du Centre, camp commandé par le maréchal de camp François Jarry de Vrigny de La Villette qui passe à l’ennemi peu après. Le 19 août 1792, durant la première guerre de la Révolution française, un combat oppose l’armée du maréchal Luckner aux troupes autrichiennes.
En 1817, village de l’ancienne province des Trois-Évêchés sur la Fensch, avait pour annexe le moulin de Gustal ; à cette époque il y avait 785 habitants répartis dans 166 maisons.
La commune de Fontoy est annexée à l’Empire allemand de 1871 à 1918. La période est plutôt prospère pour les habitants. La commune de Fontoy, rebaptisée Fentsch, est rattachée à l'arrondissement de Thionville-Ouest. Pendant l'annexion allemande, la gare de Fontoy était une gare frontalière. Elle était de ce fait très importante et comportait de nombreuses voies de triage, aujourd’hui démontées. Lorsque la Première Guerre mondiale éclate, les Mosellans sont mobilisés dans l’armée de l’Empire allemand. Beaucoup de jeunes gens meurent sous l’uniforme allemand, en particulier sur le front de l’Est. Sujets loyaux de l'Empereur, les Mosellans accueillent cependant avec joie la fin des hostilités et la paix. Fentsch redevient française en 1919 et reprend son nom de Fontoy.
La Seconde Guerre mondiale et le drame de l'Annexion marqueront longtemps les esprits à Fontoy. Beaucoup de jeunes gens incorporés de force dans les armées allemandes ne revinrent jamais. Fontoy redevient finalement française le 13 septembre 1944.

## Politique et administration

### Liste des maires
| Période                                  | Période   | Identité            | Étiquette                             | Qualité                                                                                           |
| ---------------------------------------- | --------- | ------------------- | ------------------------------------- | ------------------------------------------------------------------------------------------------- |
| 1897                                     | 1906      | Jean-Pierre Mérot   | Parti Protestataire d'Alsace-Lorraine | Brasseur                                                                                          |
|                                          |           | Albert Gérardot     | URD                                   | Conseiller général du canton de Fontoy (1922-1940)                                                |
|                                          |           |                     |                                       |                                                                                                   |
| 1945                                     | 1952      | François Reimlinger |                                       | Maçon                                                                                             |
| février 1952                             | mars 1965 | Pierre Fastinger    | DVD-RI                                | Employé Sénateur de la Moselle (1960 → 1965) Conseiller général du canton de Fontoy (1955 → 1967) |
| mars 1971                                | mai 2020  | Henri Boguet        | DVD                                   | Médecin généraliste                                                                               |
| mai 2020                                 | En cours  | Mathieu Weis        | DVD                                   | Chef de projets, conseiller départemental , depuis 2021                                           |
| Les données manquantes sont à compléter. |           |                     |                                       |                                                                                                   |

## Démographie

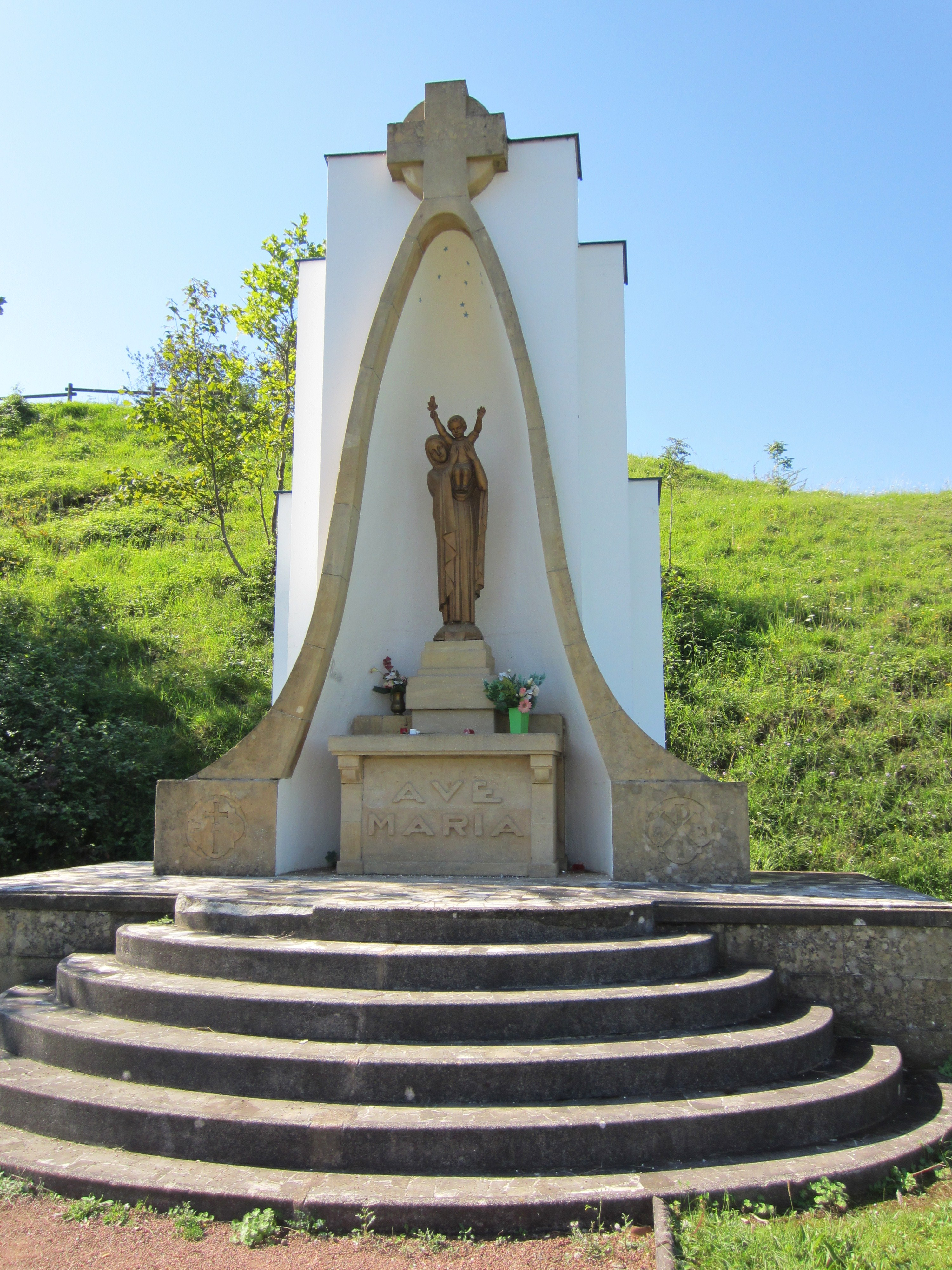
Statue de la Vierge.

L'évolution du nombre d'habitants est connue à travers les recensements de la population effectués dans la commune depuis 1753. Pour les communes de moins de 10 000 habitants, une enquête de recensement portant sur toute la population est réalisée tous les cinq ans, les populations de référence des années intermédiaires étant quant à elles estimées par interpolation ou extrapolation. Pour la commune, le premier recensement exhaustif entrant dans le cadre du nouveau dispositif a été réalisé en 2007.

En 2022, la commune comptait 3 163 habitants, en évolution de +4,63 % par rapport à 2016 (Moselle : +0,52 %, France hors Mayotte : +2,11 %).
| 1753 | 1793 | 1800 | 1806 | 1821 | 1836  | 1841 | 1861  | 1866  |
| ---- | ---- | ---- | ---- | ---- | ----- | ---- | ----- | ----- |
| 211  | 580  | 750  | 768  | 816  | 1 105 | 971  | 1 091 | 1 059 |

| 1871  | 1875  | 1880  | 1885  | 1890  | 1895  | 1900  | 1905  | 1910  |
| ----- | ----- | ----- | ----- | ----- | ----- | ----- | ----- | ----- |
| 1 058 | 1 083 | 1 057 | 1 094 | 1 082 | 1 113 | 1 949 | 2 463 | 3 399 |

| 1921  | 1926  | 1931  | 1936  | 1946  | 1954  | 1962  | 1968  | 1975  |
| ----- | ----- | ----- | ----- | ----- | ----- | ----- | ----- | ----- |
| 2 863 | 3 699 | 4 174 | 3 690 | 3 665 | 3 980 | 4 050 | 3 718 | 3 614 |

| 1982  | 1990  | 1999  | 2006  | 2007  | 2012  | 2017  | 2022  | - |
| ----- | ----- | ----- | ----- | ----- | ----- | ----- | ----- | - |
| 3 619 | 3 256 | 3 149 | 3 076 | 3 069 | 3 035 | 3 036 | 3 163 | - |

## Culture locale et patrimoine

### Lieux et monuments

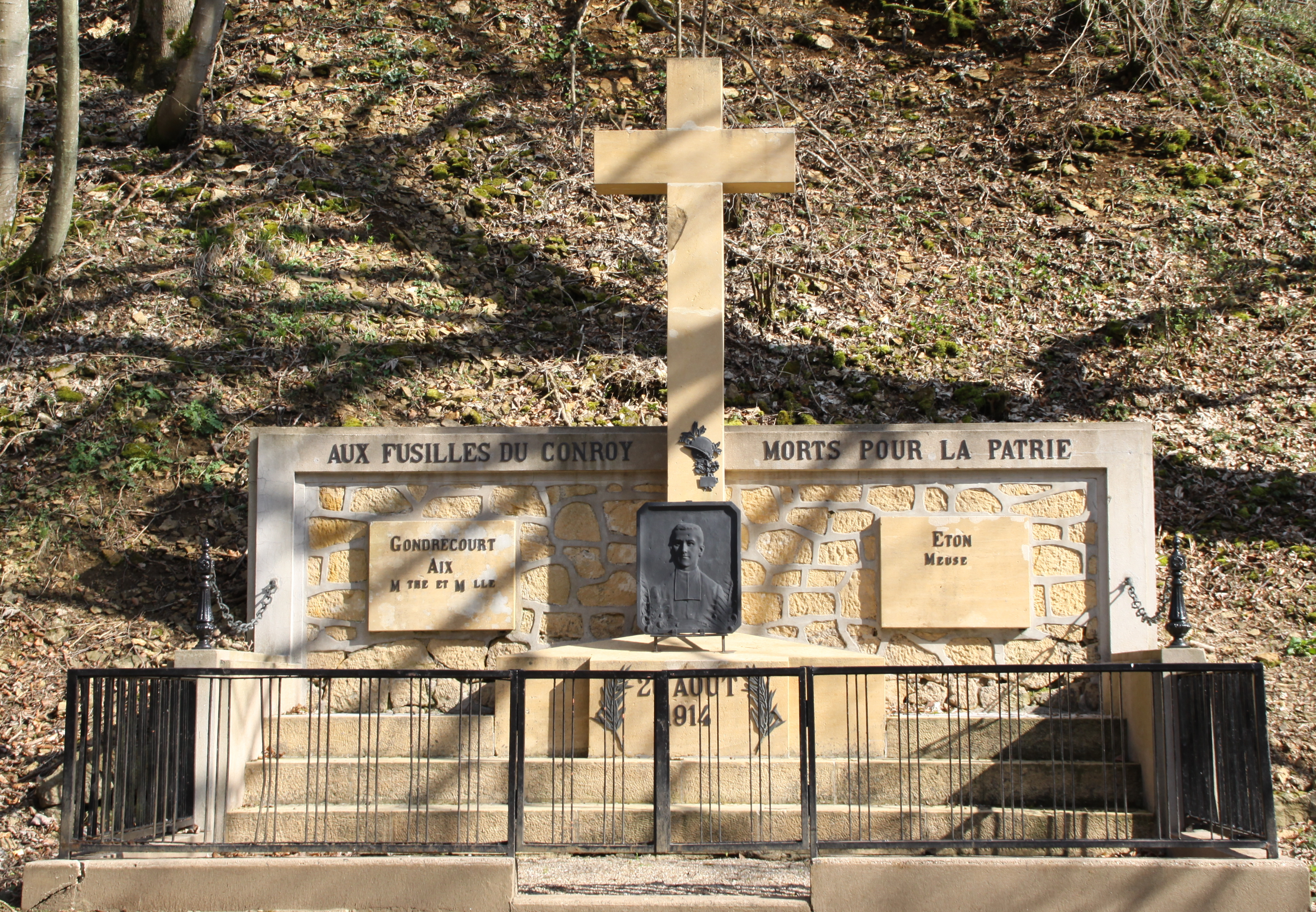
Monument aux fusillés du Conroy.

- vestiges préhistoriques et antiques ;
- traces d’une voie romaine ; découverte de statuettes ;
- château féodal du XIIe siècle des seigneurs de Fontoy ; ne subsistent aujourd’hui que quelques traces ; à l’emplacement d’une fortification romaine : bases de la chapelle castrale, restes d’un escalier à vis ; château détruit en 1643 au cours de la guerre de Trente Ans ;
- monument aux fusillés du Conroy ;
- moulin Brûlé, moulin Gustal, moulin Alvy (disparu).

#### Édifices religieux
- Église Saint-Pierre néo-romane 1857 : deux bas-reliefs (sainte Famille et sainte Anne du XVIIIe siècle).
- Chapelle Sainte-Geneviève (traces).
- Chapelle de Haut-Pont.
- « La Vierge » : statue de la Vierge tenant Jésus dans ses bras sur la colline de la Hutié (vue panoramique sur toute la ville).
- Temple protestant réformé, rue de Longwy construction commencée en 1914 terminée en 1930.

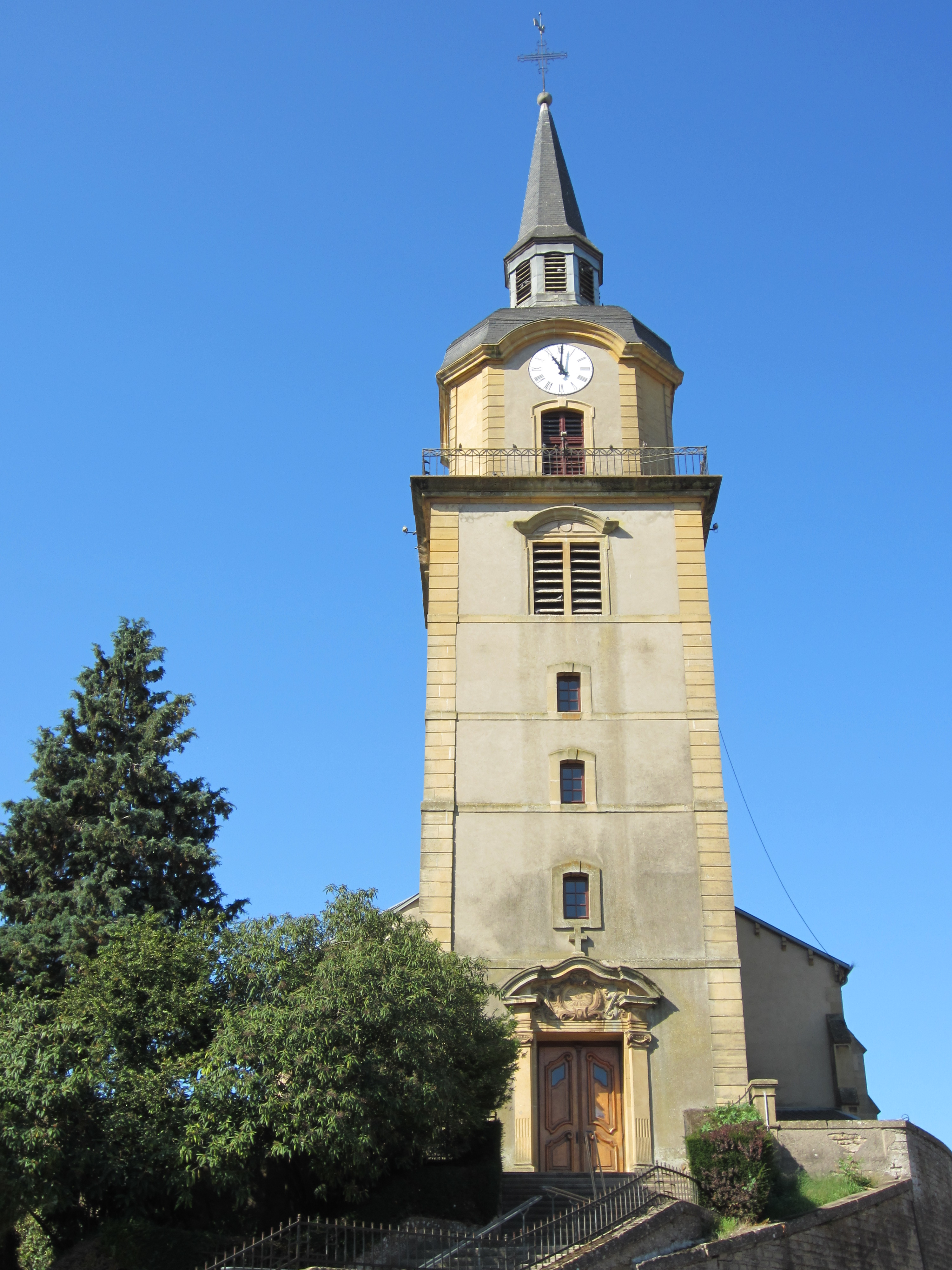
Église Saint-Pierre (extérieur).
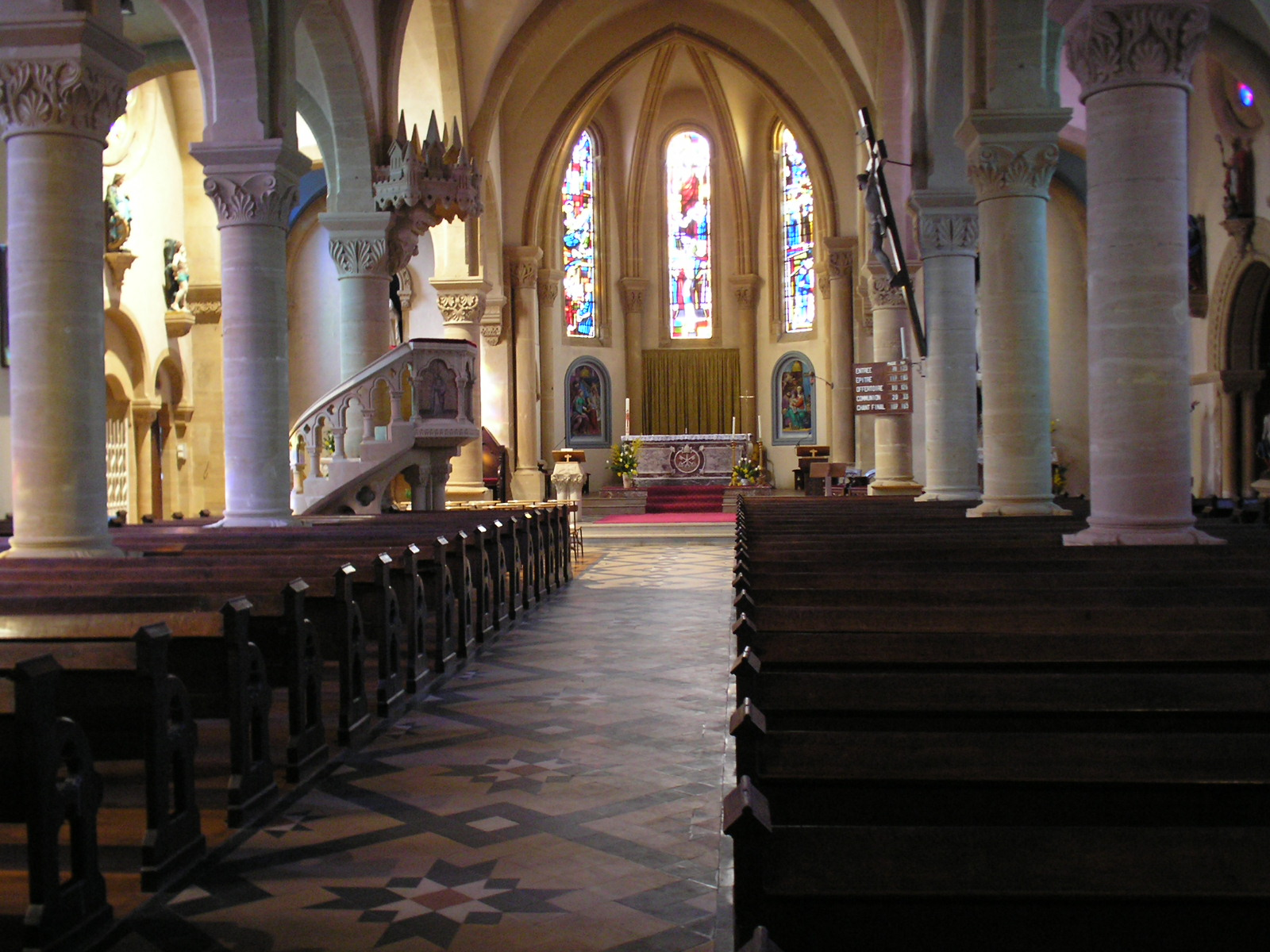
Église Saint-Pierre (intérieur).
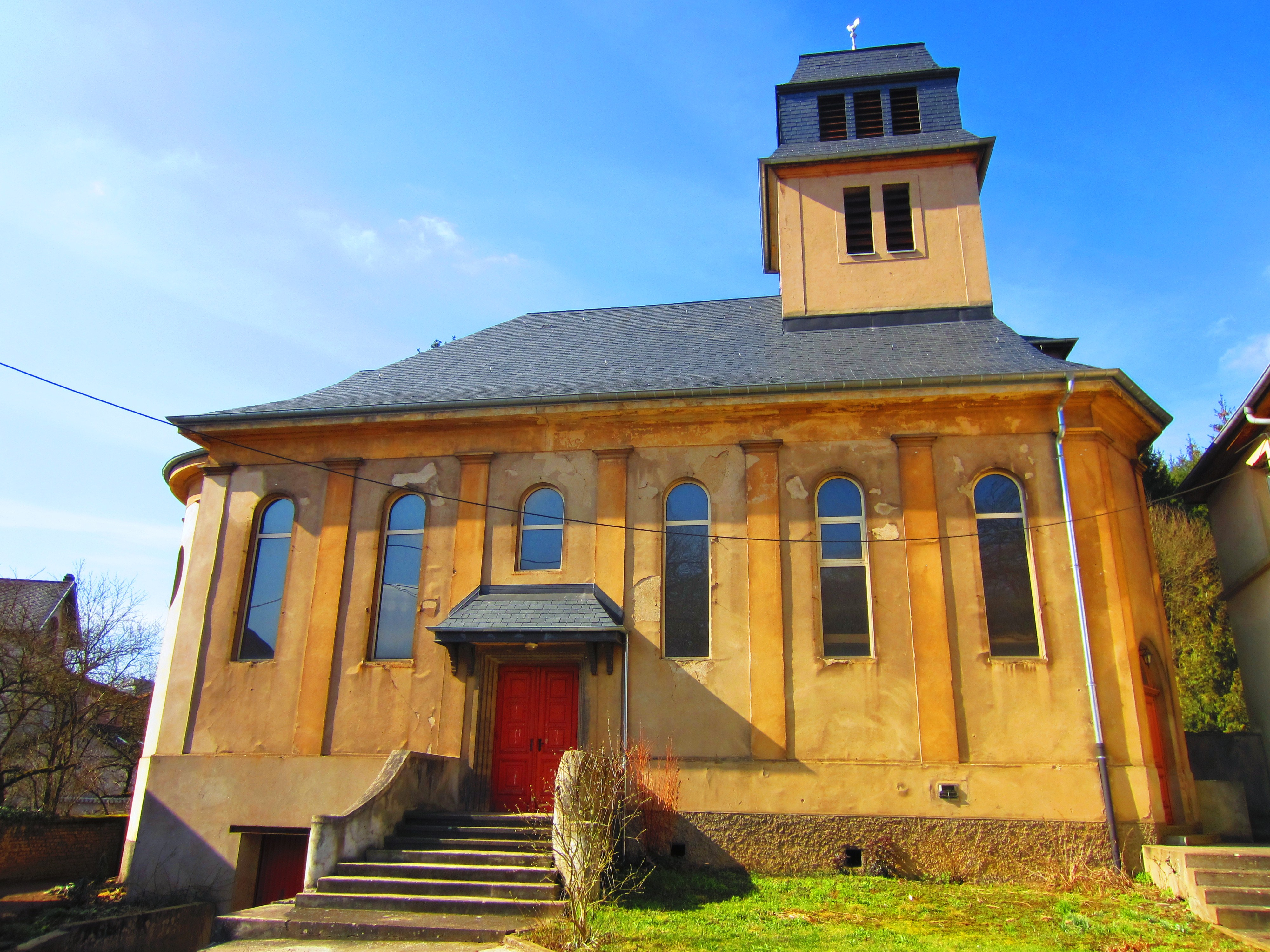
Temple protestant réformé.
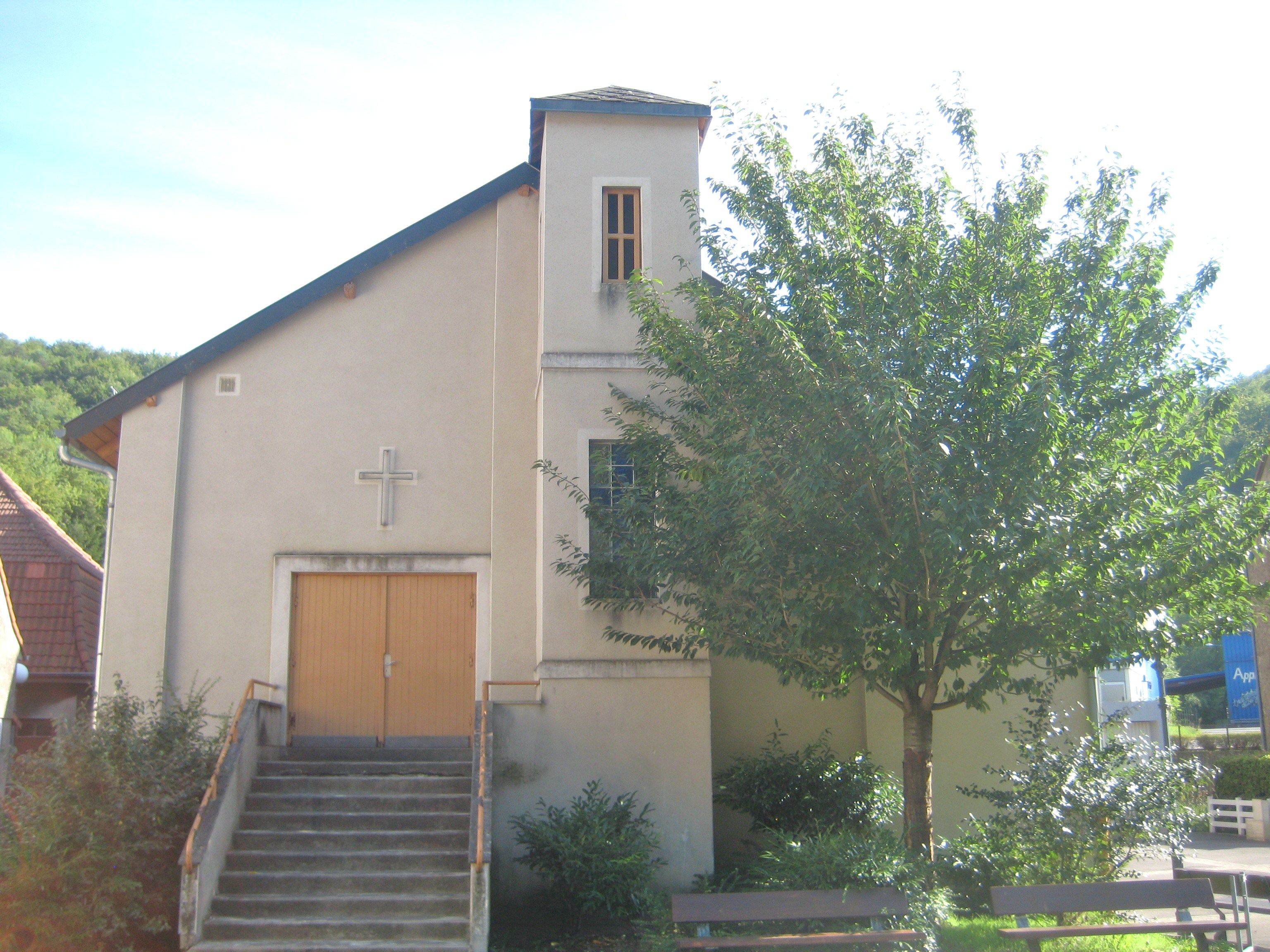
Chapelle de Haut-Pont.

#### Édifices civils
- écriteau monumental sur le Castel tracé dans l'herbe, derrière la mairie, imitant celui de Hollywood.
- projet de lotissement « le Pogin » sur la partie ouest de la commune, initialement destiné au relogement des habitants sinistrés par les affaissements miniers et qui répondra aux normes de haute qualité environnementale avec une mise en avant des énergies renouvelables.
- Collège Marie-Curie : regroupe les collégiens de Fontoy, Boulange, Bassompierre, Lommerange, Knutange et Angevillers.
- Fontoy possède un Métro……il s’agit d’un passage à travers une maison de la rue de Verdun qui conduit à travers des jardins à la rue Albert-Gérardot.

### Chasse
La commune est au cœur d’un massif boisé et vallonné, abritant un biotope idéal pour le grand gibier, sangliers et chevreuil, les petits prédateurs, renards, mustélidés (fouines, blaireaux), et le petit gibier (pigeons, lapins et lièvres principalement).

### Personnalités liées à la commune
- Jean-Pierre Mérot, maire et patron de la brasserie de Fontoy, député protestataire sous le régime allemand (1898-1906) ;
- Pierre Fastinger, homme politique né à Fontoy. Maire de Fontoy et sénateur de la Moselle (http://www.senat.fr/senateur/fastinger_pierre000380.html).

### Jumelages
Depuis le 28 mars 1998 la ville de Fontoy s’est jumelée avec la ville italienne de Cermenate. En 1996, les élus de Fontoy se rendent en Italie dans le cadre d’un éventuel rapprochement entre les deux cités tant sur le plan culturel, économique, qu’historique. Après de fructueux échanges et divers travaux de mise en route, le 28 mars 1998, les municipalités de Fontoy et de Cermenate signent une charte d’amitié.

### Héraldique
| Blason de Fontoy | Blason  | D’or à l’aigle de gueules becquée et membrée de sable, au lambel à quatre pendants d’azur brochant sur le tout.                                                                                                   |
| Blason de Fontoy | Détails | Ce sont les armes attribuées à une ancienne maison noble de noms et d’armes, qui a eu son berceau dans le village de Fontoy apparentée à la famille de Walcourt. Le statut officiel du blason reste à déterminer. |